# 全晟佑
全晟佑（： Jeon Seongwoo，1987年12月30日—）是韓國男演員，名字常音譯為全成宇，畢業於韓國成均館大學表演藝術專業，2007年憑藉音樂劇《Royal Dream of the Moon》出道。出道初期主要活躍於音樂劇和話劇，但在2015年首度出演電視劇後，現在同時也在電視劇、電影、綜藝等多方面發展中。

## 演藝經歷

### 2007年：以音樂劇《Royal Dream of the Moon》出道
全晟佑在20歲時以音樂劇《Royal Dream of the Moon》出道，飾演了少年時期的朝鮮正祖。 此後，他陸續出演了多部音樂劇和話劇，通過出演音樂劇《女神在看》、《赤裸》、《也許是美好結局》，話劇《蝴蝶君》、《深夜小狗神秘習題》、《The Elephant Song》等作品，逐漸成為票房號召力得到證明的實力演員。 在2016年SACA觀衆票選獎中獲得了話劇部門最佳男演員獎。

### 2015年：首次出演電視劇《六龍飛天》
2015年2月與經紀公司Great Company簽約，並且同年首次出演電視劇《六龍飛天》，在劇中飾演成均館儒生。 2016年，出演電視劇《Beautiful Mind》，飾演賢誠醫院麻醉研究員洪京洙。2017年，首度出演電影《The Table》。同年亦出演電視劇《疑問的一勝》，飾演男主角金鐘三的義弟金星，而逐漸被廣大觀眾所熟悉。

### 2019年：出演電視劇《熱血司祭》
2018年7月與High Entertainment簽約後，於2019年出演最高收視率達至22%的人氣電視劇《熱血司祭》，在劇中飾演韓成圭神父，受到了觀衆們的好評。此後，他還出演了《60天，指定倖存者》、《檢察官內傳》、《Oh！三光公寓！》等多部電視劇。

## 演出作品

### 電視劇
| 年份   | 電視台  | 劇名                               | 角色                | 備註      |
| 2015年 | SBS     | 《六龍飛天》                       | 成均館儒生          | 第3-6集   |
| 2016年 | KBS2    | 《Beautiful Mind》                 | 洪京洙              |           |
| 2017年 | SBS     | 《疑問的一勝》                     | 金星／結痂          |           |
| 2018年 | KBS2    | 《Drama Special－白晝之戀》        | 大學生 李弼勇       | KBS特別劇 |
| 2018年 | tvN     | 《tvN Drama Stage－水紋》          | 金進哲              | tvN獨幕劇 |
| 2019年 | SBS     | 《熱血司祭》                       | 韓成圭              |           |
| 2019年 | tvN     | 《60天，指定倖存者》               | 徐知元              |           |
| 2019年 | JTBC    | 《檢察官內傳》                     | 金政宇              |           |
| 2020年 | KBS2    | 《Oh！三光公寓！》                 | 黃羅路              |           |
| 2023年 | ENA     | 《纸之月》                         |                     | 特別出演  |
| 2023年 | SBS     | 《災後調查日誌2》                  | 韓世辰／德克斯·凱茲 |           |
| 2024年 | Netflix | 《末日愚者》                       | 俞成宰              |           |
| 2024年 | SBS     | 《熱血司祭2》                      | 韓成圭              |           |
| 2025年 | tvN     | 「O'PENing」－《我女兒朋友的媽媽》 | 朴基俊              | tvN獨幕劇 |

### 電影
| 年份   | 片名                   | 角色   | 備註  |
| 2017年 | 《The Table》          | 敏浩   |       |
| 2017年 | 短篇電影《Sky Flute》  | 午凜   | 主演  |
| 2017年 | 《只有我能看到的男人》 | 英宰   | 主演  |
| 2023年 | 《火線交涉》           | 車民勇 |       |
| 2024年 | 《殺手們》             | 昌中   | 第1段 |

### 音樂劇
| 年份   | 劇目                        | 角色          | 備註     |
| 2007年 | 《Royal Dream of the Moon》 | 少年 朝鮮正祖 |          |
| 2010年 | 《花郎》                    | 武官郞        |          |
| 2011年 | 《Spring Awakening》        | Ernst         |          |
| 2011年 | 《Thrill me》               | 我 (Nathan)   |          |
| 2012年 | 《Black Mary Poppins》      | Hermann       |          |
| 2012年 | 《三天》                    | 陳將軍        |          |
| 2013年 | 《女神在看》                | 柳順浩        |          |
| 2013年 | 《Thrill me》               | 我 (Nathan)   |          |
| 2013年 | 《印塘水戀歌》              | 夢龍          |          |
| 2014年 | 《女神在看》                | 柳順浩        |          |
| 2014年 | 《Thrill me》               | 我 (Nathan)   |          |
| 2014年 | 《女神在看》高陽場          | 柳順浩        |          |
| 2015年 | 《Bare: The Musical》       | Jason         |          |
| 2016年 | 《Black Mary Poppins》      | Hermann       |          |
| 2017年 | 《令人討厭的松子的一生》    | 龍洋一        |          |
| 2018年 | 《Maybe Happy Ending》      | Oliver        |          |
| 2020年 | 《Maybe Happy Ending》      | Oliver        |          |
| 2020年 | 《Maybe Happy Ending》LIVE  | Oliver        | 線上直播 |
| 2024年 | 《伊索寓言》                | 提莫斯        | 티모스   |
| 2025年 | 《幽靈麵包店》              | 幽靈          |          |
| 2025年 | 《伊索寓言》                | 提莫斯        | 티모스   |

### 話劇
| 年份   | 劇目                         | 角色                    | 備註   |
| 2012年 | 《推拉的誕生》第二季         | 薯童                    | 音樂劇 |
| 2014年 | 《M.Butterfly》              | 宋麗玲                  |        |
| 2014年 | 《Deathtrap》                | Clifford Anderson       |        |
| 2015年 | 《M.Butterfly》              | 宋麗玲                  |        |
| 2015年 | 《深夜小狗神秘習題》         | Christopher             |        |
| 2016年 | 《The Elephant Song》        | Michael                 |        |
| 2017年 | 《The Elephant Song》        | Michael                 |        |
| 2021年 | 《Mouthpiece》               | Declan                  |        |
| 2021年 | 《The Elephant Song》        | Michael                 |        |
| 2023年 | 《Amadeus》                  | Wolfgang Amadeus Mozart |        |
| 2023年 | 《The Elephant Song》        | Michael                 |        |
| 2023年 | 《The Nature of Forgetting》 | Tom                     |        |
| 2024年 | 《Bang-ya》                  | Bang-ya                 | 빵야   |

### 演唱會
| 年份   | 劇目                                | 備註                     |
| 2014年 | 《音樂劇故事秀 和李錫俊一起10周年》 | 特別出演                 |
| 2014年 | 《On Stage》第二季                  | 鄭元英、全晟佑、尹少浩篇 |

### 綜藝節目

#### 固定出演
| 日期                       | 播出頻道 | 節目名稱          | 成員                           | 集數 |
| 2019年7月21日-2019年9月8日 | JTBC     | 《Surfing House》 | 曹汝貞、宋再臨、金瑟琪、坤大將 | 8集  |

#### 嘉賓出演
| 年份   | 日期              | 播出頻道 | 節目名稱                 | 集數    | 備註                                 |
| 2009年 | 09月12日          | SBS      | 《驚人的大會—Star King》 | 第131集 |                                      |
| 2018年 | 01月29日-02月05日 | tvN      | 《TALKMON》              | 第3-4集 | 與李鍾範、善美、金廣植、JooE共同出演 |

### 電台節目
| 日期          | 播放頻道    | 節目名稱                         | 內容                                                                         |
| 2015年-2016年 | KBS Cool FM | 《Super Junior的Kiss the Radio》 | 以半固定嘉賓參與周六環節「小.人.性」(既小心翼翼又人性化的男性女性之間的故事) |

### MV出演
| 年份   | 日期     | 曲目      | 演唱   | 備註  |
| 2018年 | 04月30日 | 〈別 時〉 | 朴孝信 | [ 9 ] |

## 獎項
| 年份   | 頒獎典禮        | 獎項                 | 作品                                       | 結果 | 備註                             |
| 2016年 | SACA 觀衆票選獎 | 話劇部門最佳男演員獎 | 《深夜小狗神秘習題》 《The Elephant Song》 | 獲獎 |                                  |
| 2019年 | SBS演技大獎     | 團體助演獎           | 《熱血司祭》                               | 獲獎 | 與安昌煥、高圭弼、白智媛共同獲獎 |

## 外部連結
- 全晟佑的Instagram帳戶
- 全晟佑的X（前Twitter）
- 全晟佑在NAVER上的资料
- 全晟佑 （页面存档备份，存于） 在PlayDB網站的頁面 
- 全晟佑在互联网电影资料库（IMDb）上的資料（英文）